# 圣胡安德尔蒙特
圣胡安德尔蒙特，是西班牙卡斯蒂利亚-莱昂布尔戈斯省的一个市镇。总面积27平方公里，总人口164人（2001年），人口密度6人/平方公里。